# 天主教恩貢教區
天主教恩貢教區（拉丁語：Dioecesis Ngongensis）是肯亞一個羅馬天主教教區，屬內羅畢總教區。
教區前身是一個宗座監牧區，成立於1959年10月20日，1976年12月9日升為教區。
教區包括納羅克縣和卡賈多縣。2004年有74,634名教友（佔轄區總人口7.9%）、廿八個堂區、五十七名司鐸。現任教區主教為若望·奧巴拉·奧瓦。